# Sombrero

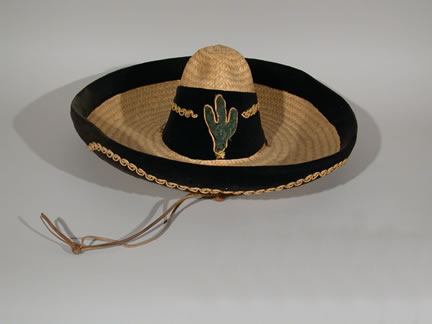
Sombrero

Sombrero significa chapéu em espanhol. Entretanto, o nome tornou-se consagrado, em todo o mundo, como o chapéu de abas enormes, típico do México. 

## Características
Os sombreros têm normalmente um cone comprido e largas abas, usadas para a proteção contra o sol escaldante do México. Os camponeses geralmente confeccionam seus sombreros com palha, enquanto os mais abastados têm-nos feitos em feltro. 
O termo deriva de sombra, que em espanhol tem o mesmo significado no português. Sua difusão, em parte, deve-se ao cinema norte-americano, onde o uso está associado aos campônios dos desertos mexicanos, e também ao hábito da sesta após o almoço.
O chamado chapéu de cowboy tem sua origem numa adaptação feita pelos vaqueiros do sudoeste norte-americano. 
O uso do sombrero, atualmente, no México, é bastante raro, fazendo parte apenas das apresentações folclóricas do país, sobretudo na música. 

## Sombrero na mídia
Sobretudo em filmes, o sombrero é o adereço caracterizador do mexicano: está presente desde o desenho animado (como The Three Caballeros, da Disney) a outros clássicos como Zorro.  